# Усады-Окружные
Усады-Окружные — узловая железнодорожная станция Большого кольца Московской железной дороги на участке Столбовая — Михнево (также используется неофициальное сокращение Усады). Находится в городском округе Домодедово Московской области, что иронично, ведь сам посёлок принадлежит уже городскому округу городскому округу Ступино. По основному характеру работы является промежуточной, по объёму работы отнесена к 4 классу. Входит в Московско-Горьковский центр организации работы станций ДЦС-8 Московской дирекции управления движением.
Станция названа по расположенному в 1 км на юг посёлку Усады. Также к западу от посёлка также в 1 км на юг от станции расположено село Кузьмино. К северо-востоку от станции находятся различные СНТ. Граница городского округа Домодедово со Ступинским районом проходит вблизи станции по южной стороне и в восточной горловине.

## Описание
Всего на станции четыре транзитных пути: два главных (№ I, II), дополнительные № 4 с северной стороны, № 3 с южной. На северо-восток отходит подъездной путь к военной части 20514.
На станции — две низкие пассажирские платформы для пригородных электропоездов. Островная находится между главными путями; боковая находится с северной стороны у пути № 4, но заброшена, почти сравнялась с землёй и не используется, рядом с ней — вокзальное здание для пассажиров.
Движение от станции возможно в двух направлениях:
- По кольцу на запад: на Детково и далее на Столбовую и Сандарово
- По кольцу на восток: на Михнево и далее на Яганово

Участок Большого кольца обслуживается электропоездами депо Домодедово Павелецкого направления.
Станция является транзитной для всех пригородных электропоездов. Всего работает 4 пары поездов кольца по будням, 5 по выходным дням. Это электропоезда Куровская - Детково, Яганово - Бекасово, Михнево - Детково/Столбовая.